# Bazoges-en-Pareds
Bazoges-en-Pareds – miejscowość i gmina we Francji, w regionie Kraj Loary, w departamencie Wandea.
Według danych na rok 1990 gminę zamieszkiwało 987 osób, a gęstość zaludnienia wynosiła 29 osób/km² (wśród 1504 gmin Kraju Loary Bazoges-en-Pareds plasuje się na 584. miejscu pod względem liczby ludności, natomiast pod względem powierzchni na miejscu 216.).